# Kingston Russell
Kingston Russell is een civil parish in het bestuurlijke gebied West Dorset, in het Engelse graafschap Dorset. In 2001 telde het dorp 35 inwoners.

## Geboren
- Thomas Hardy (1769-1839), marineofficier